# Пресека Оборовска
Пресека Оборовска (хрв. Preseka Oborovska) је насељено место у општини Ругвица, Загребачка жупанија, Хрватска.

## Историја
До територијалне реорганизације у Хрватској била је у саставу старе општине Дуго Село.

## Становништво
У попису становништва из 2011. године, Пресека Оборовска је имала 154 становника.
| Број становника према пописима | Број становника према пописима | Број становника према пописима | Број становника према пописима | Број становника према пописима | Број становника према пописима | Број становника према пописима | Број становника према пописима | Број становника према пописима | Број становника према пописима | Број становника према пописима | Број становника према пописима | Број становника према пописима | Број становника према пописима | Број становника према пописима | Број становника према пописима |
| ------------------------------ | ------------------------------ | ------------------------------ | ------------------------------ | ------------------------------ | ------------------------------ | ------------------------------ | ------------------------------ | ------------------------------ | ------------------------------ | ------------------------------ | ------------------------------ | ------------------------------ | ------------------------------ | ------------------------------ | ------------------------------ |
| 1857                           | 1869                           | 1880                           | 1890                           | 1900                           | 1910                           | 1921                           | 1931                           | 1948                           | 1953                           | 1961                           | 1971                           | 1981                           | 1991                           | 2001                           | 2011                           |
| 266                            | 257                            | 288                            | 344                            | 365                            | 371                            | 371                            | 358                            | 138                            | 280                            | 273                            | 208                            | 179                            | 136                            | 162                            | 154                            |

Напомена: До 1900. исказивано под именом Пресека.